# Viversel

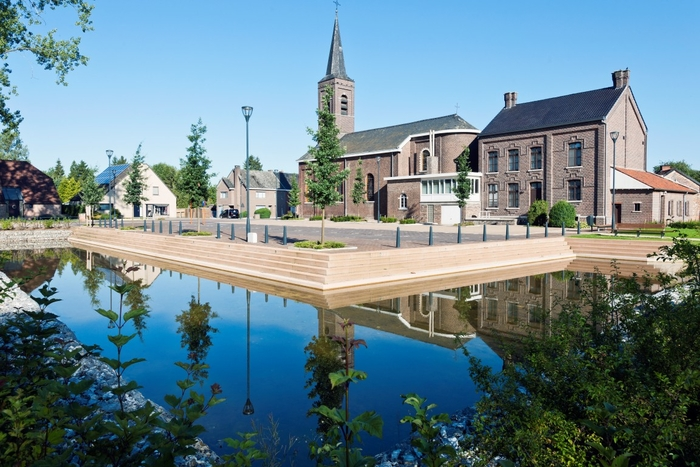
Vernieuwde dorpsplein Viversel

Viversel is een dorp en tevens de oudste parochie in de deelgemeente Zolder van de Belgische gemeente Heusden-Zolder.
Viversel ligt ten oosten van het Albertkanaal, ten noorden van Bolderberg en het circuit Zolder, ten westen van Vogelzangbos en Boekt en ten zuiden van Eversel. De A2-E314 splitst het dorp in twee delen.

## Geschiedenis
Er zijn sporen teruggevonden van een kapel die gelegen was in Viversel en die dateerde van de 13de eeuw. In die tijd was Viversel parochiaal afhankelijk van Lummen. Hier kwam verandering in rond 1637 wanneer Viversel een zelfstandige parochie werd binnen het prinsbisdom Luik en dus niet meer gebonden aan Lummen. In de 20ste eeuw veranderde het gezicht van Viversel compleet: de aanleg van het Albertkanaal in de jaren 1930, de bouw van het circuit Zolder begin jaren 1960 en de aanleg van de A2-E314 eind jaren 1960.

## Bezienswaardigheden
- Sint-Quirinuskerk, een neoclassicistische kerk uit 1838
- Circuit Zolder
- Sacramentskapel van Viversel
- Kasteel Terlaemen

## Transport
De A2-E314 loopt vlak door het dorp en splitst het op in twee delen. Door deze autosnelweg en de nabijheid van het klaverblad van Lummen wonen er veel pendelaars. Het dorp is daarom goed te bereiken met het openbaar vervoer. Regelmatig passeert er een bus die Hasselt en Heusden met elkaar verbindt. In juni 2017 opende een carpoolparking aan de autosnelwegafrit 27 bij Viversel.
Bij Viversel liggen twee bruggen over het Albertkanaal, de Westlaanbrug en de E314-brug.

## Nabijgelegen kernen
Bolderberg, Lummen, Zolder
Deelgemeenten: Heusden · Zolder

Overige kernen: Berkenbos · Boekt · Bolderberg · Eversel · Lindeman · Viversel · Voort

Belgische gemeenten · Arrondissement Hasselt · Limburg · Vlaanderen